# Lemargo
De lemargo (Somniosus rostratus) is een vis uit de familie van Sluimer- of ijshaaien (Somniosidae) en deze familie behoort tot de orde van doornhaaiachtigen (Squaliformes). De vis kan een lengte bereiken van 143 centimeter.

## Leefomgeving
De lemargo is een zoutwatervis. De vis prefereert diep water en komt voor in een oostelijk stuk van Atlantische Oceaan en het westen van de Middellandse Zee. Bovendien komt de lemargo voor in de Grote Oceaan rond Nieuw-Zeeland en Japan (niet te zien op verspreidingskaart). De soort komt voor op dieptes tussen 200 en 1000 meter.

## Relatie tot de mens
De lemargo is voor de visserij van beperkt commercieel belang. In de hengelsport wordt er weinig op de vis gejaagd.